# Конголезька океанічна залізниця
4°48′02″ пд. ш. 11°50′24″ сх. д. / 4.8005555555556° пд. ш. 11.84° сх. д.
Конголезька океанічна залізниця (фр. Chemin de fer Congo-Océan, CFCO) — залізниця в Республіці Конго, що сполучає міста Пуент-Нуар і Браззавіль. Має капську ширину колії — 1,000 мм (3 ft 3 3⁄8 in). Довжина залізничної лінії становить 502 км. Залізниця побудована для транспортування вантажів з порту Пуент-Нуар в долину річки Конго. Нижня частина Конго не є судноплавною через пороги і водоспади (включаючи водоспади Лівінгстона), залізниця дозволяє обійти цю ділянку. Від Браззавіля вантажі розвозяться на кораблях по Конго і її притоку Убангі.

## Історія
Будівництво залізниці розпочато в 1921 році, компанією Société de Construction des Batignolles, і закінчилося в 1934 році. Весь цей час сучасна територія республіки Конго входила у склад французької колонії Французька Екваторіальна Африка. Будівництво велося у важких умовах, і, за оцінками, понад 17 тисяч робітників, в основному з територій, що нині входять в Чад і Центральноафриканську Республіку, померли на будівництві.
У 1962 році було побудовано відгалуження в місто Мбінда на кордоні з Габоном, де на залізницю завантажували марганцеву руду, яка транспортувалася по канатній дорозі компанії COMILOG. Руду потім перевозили по залізниці в порт Пуент-Нуар. Канатна дорога була закрита в 1986 році, коли Габон побудував власну залізницю до Моанда, але гілка на Мбінду продовжує діяти.
Залізниця використовувала паровози компанії Golwé, що випускалися у Франції спеціально для країн Західної Африки. На початок ХХІ сторіччя використовуються тепловози.
У 1997 році в Конго почалася громадянська війна, що стало причиною для закриття лінії на шість років. Потім залізниця відкрилася знову, але на 2010-ті роки знаходиться в напівзруйнованому стані.
У 2007 році компанія CMKC Group підписала угоду, згідно з якою передбачається будівництво залізничних гілок в Уесс і Джамбалу. Ймовірно гілки будуть в основному використовуватися для вивозу лісу.
22 червня 2010 року сталася велика залізнична катастрофа, коли пасажирський потяг зійшов з рейок, і чотири вагони впали в яр. При цьому загинуло 60 осіб.
У 2012 було закуплено і у 2014 введено в експлуатацію пасажирський потяг за маршрутом Пуент-Нуар — Браззавіль — La Gazelle train, корейського виробництва, що курсує маршрутом щодня і має долати відстань у 502 км за 14 і 16 годин

## Сьогодення
COR є державним підприємством, приватизація якого була запланована в рамках зобов'язань, взятих на себе конголезьким урядом перед Світовим банком і Міжнародним валютним фондом. Зацікавленість у купівлі залізниці висловили Congo-Rail (Bolloré Investments, Maersk, SNCF), та південноафриканський консорціум Sheltam Mvela.